# جدجد حقلي

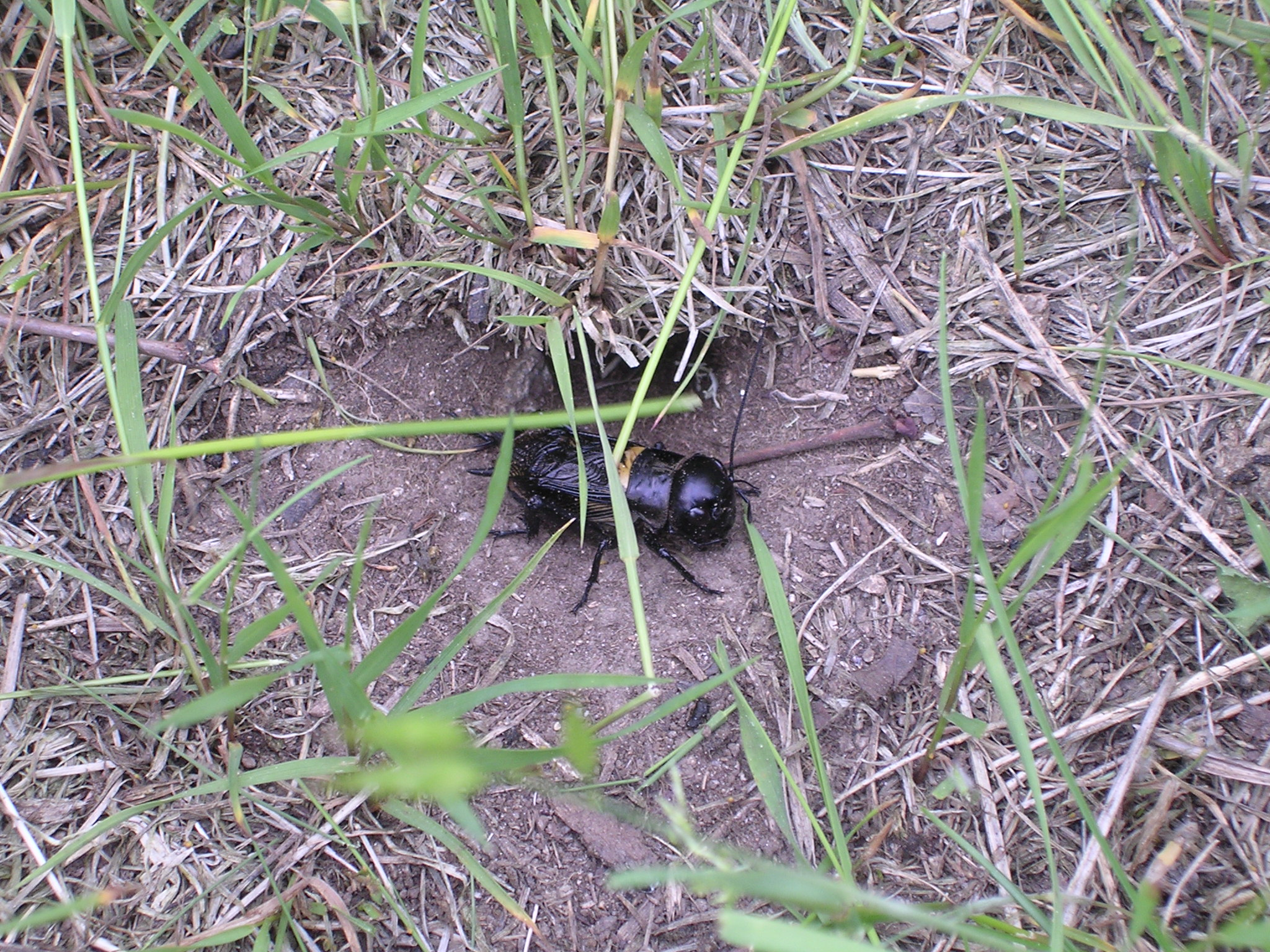
جدجد حقلي والجحر

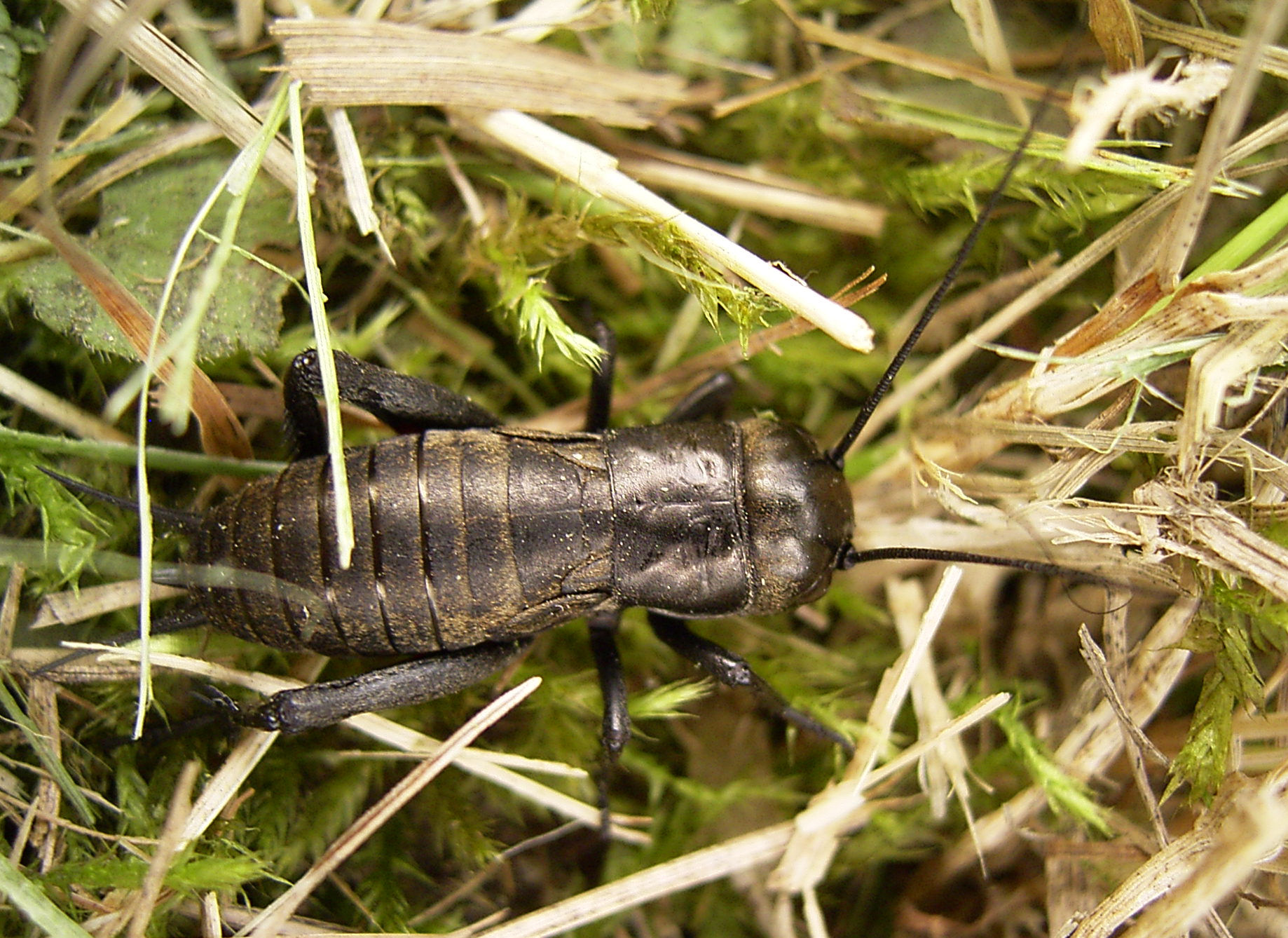
الطور أواخر حورية

جدجد حقلي  (الاسم العلمي:Gryllus campestris) هو نوع من الحشرات يتبع جنس الجدجد من فصيلة الجداجد الحقيقية.